# Moerbeke (Lokeren)
Pour les articles homonymes, voir Moerbeke et Waas.
Moerbeke est une section de la commune néerlandophone de Lokeren en Belgique située en Région flamande, dans la province de Flandre-Orientale.
Pour ne pas la confondre avec la section de Grammont, il existe le nom officieux de Moerbeke-Waes (en néerlandais : Moerbeek-Waas), qui doit son nom au Pays de Waes.
La famille Lippens dont sont issues plusieurs personnalités politiques et du monde des affaires, est originaire de cette commune.

## Héraldique
|  | La commune possède des armoiries qui lui ont été octroyées en 1817, changée le 13 mai 1842 et confirmées le 13 octobre 1993. Elles sont basées sur le seul sceau connu du conseil municipal, datant du XVIIIe siècle. Le sceau montrait deux pelles, dont on ignore l'origine, et la betterave de la région du Waasland. Pour l'explication de la betterave, voir la commune de Saint-Nicolas. Blasonnement : D'argent à deux pelles posées en sautoir accompagnées en chef d'un radis feuillé, le tout au naturel Source du blasonnement : Heraldy of the World. |

## Politique et administration

### Liste des bourgmestres successifs
| Portrait               | Identité                                                | Période | Période  | Durée  | Étiquette                            |
| Portrait               | Identité                                                | Début   | Fin      | Durée  | Étiquette                            |
| ---------------------- | ------------------------------------------------------- | ------- | -------- | ------ | ------------------------------------ |
| Maurice August Lippens | Maurice August Lippens (21 août 1875 - 12 juillet 1956) | 1926    | 1937     | 11 ans |                                      |
| Robby De Caluwé        | Robby De Caluwé (né le 1er janvier 1975)                | 2013    | En cours | 12 ans | Open Vlaamse Liberalen en Democraten |

## Évolution démographique
Graphe de l'évolution de la population de la commune.
- Source : DGS - Remarque: 1806 jusqu'à 1981=recensement; depuis 1990=nombre d'habitants chaque 1er janvier

## Sucrerie
Moerbeke était connu dans l'environ pour sa raffinerie de sucre. L'usine était fondée en 1869 par Jules Decock sous le nom sucrerie Jules Decock & Compagnie. La famille Lippens devenaient en 1890 les seuls actionnaires et le nom changeait en NV Sucrerie de Moerbeke. En 1929, le holding familial Finasucre est créé en regroupant les intérêts détenus dans les sucreries de Moerbeke et d'Escanaffles. En 1982 suivait l'acquisition de 100 % par Finasucre. En décembre 2007, le groupe a pris la décision de fermer le site à Moerbeke, une conséquence de la réforme sucrière européenne. 95 personnes ont perdu leur job. La démolition suivait en 2008 et 2009. Seulement le château d'eau, un monument classé, est resté.

## Galerie

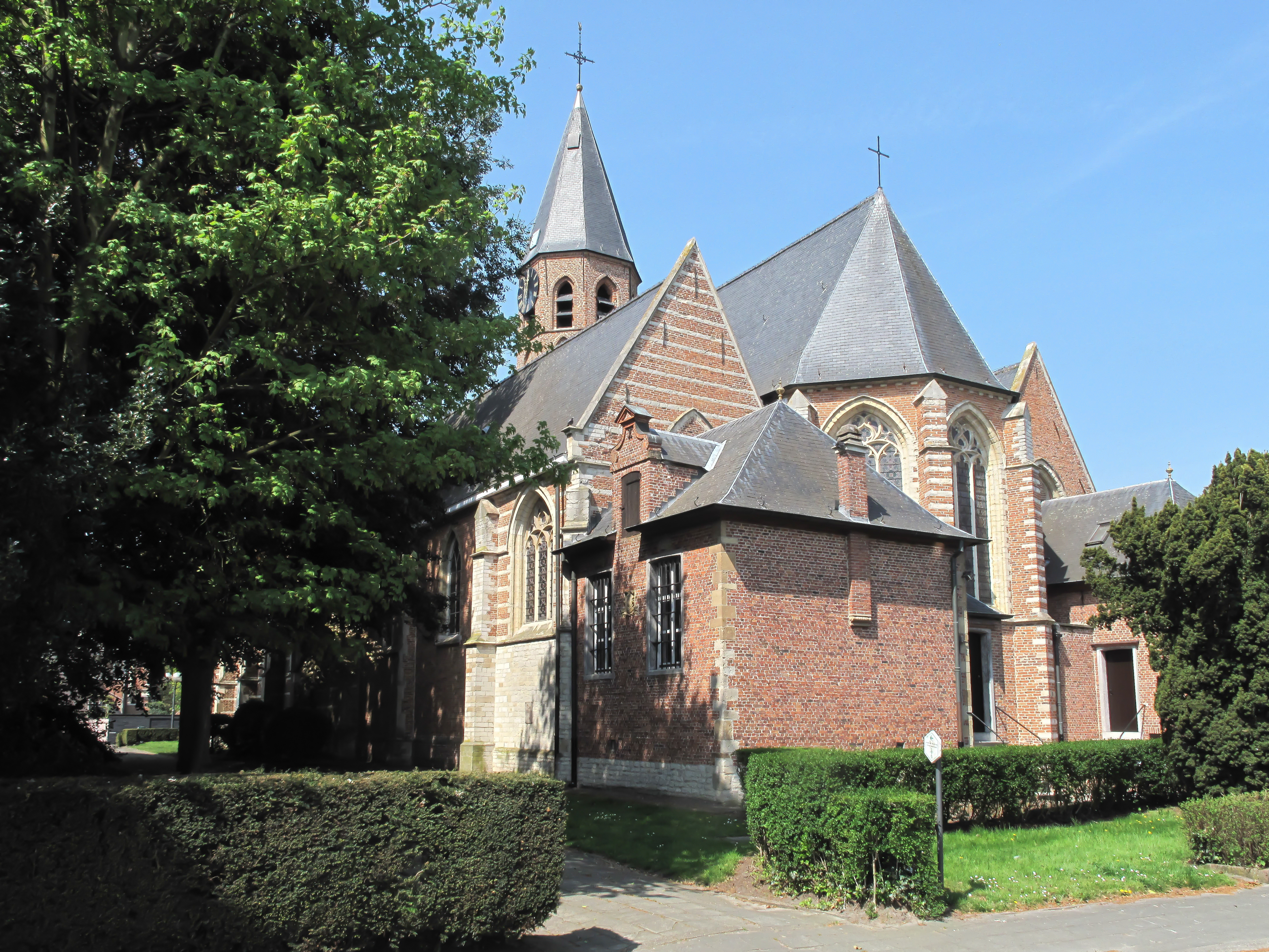
Moerbeke, église paroissiale Sint Antonius Abt.
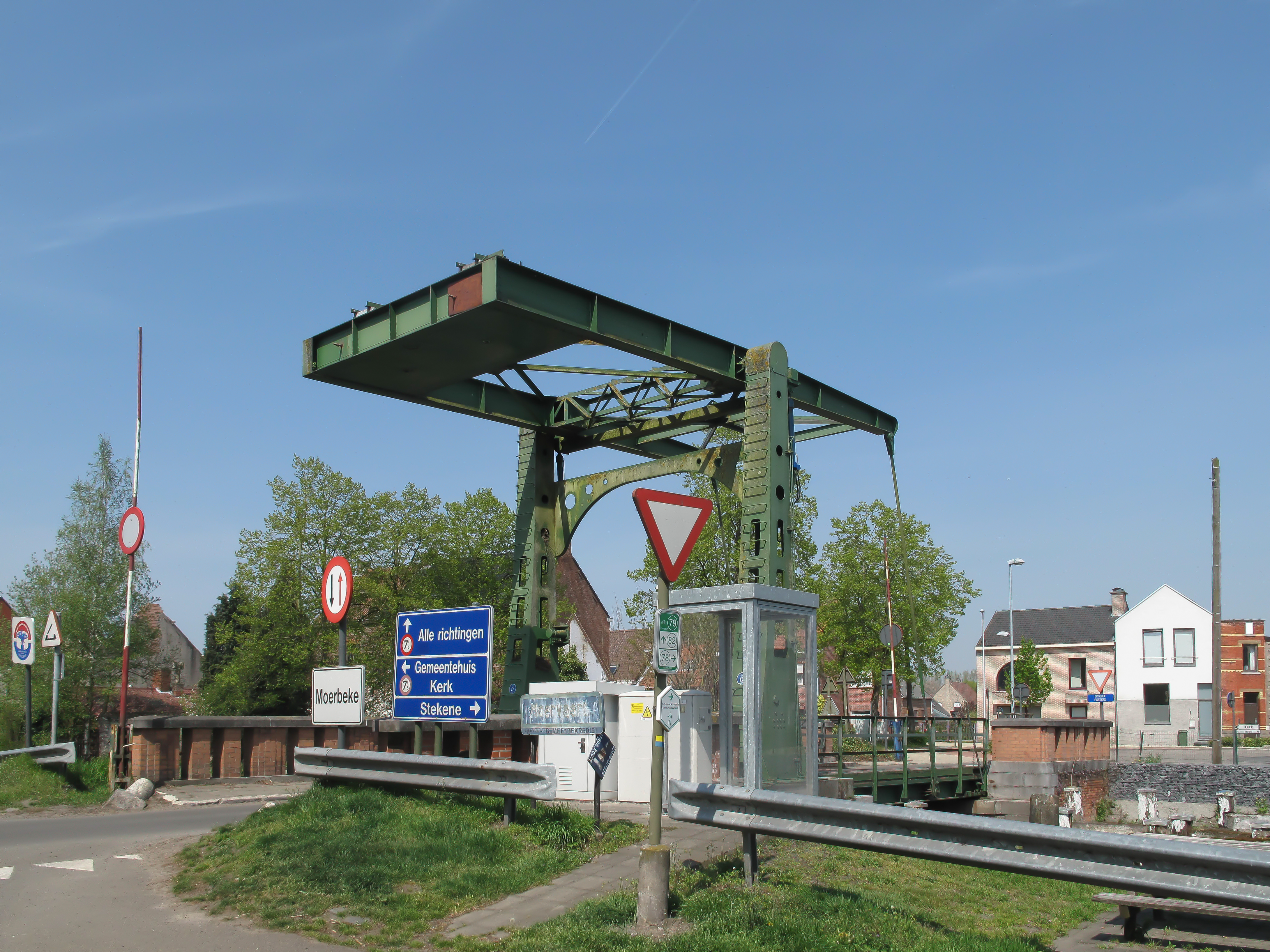
Moerbeke, pont basculant sur le Moervaart.
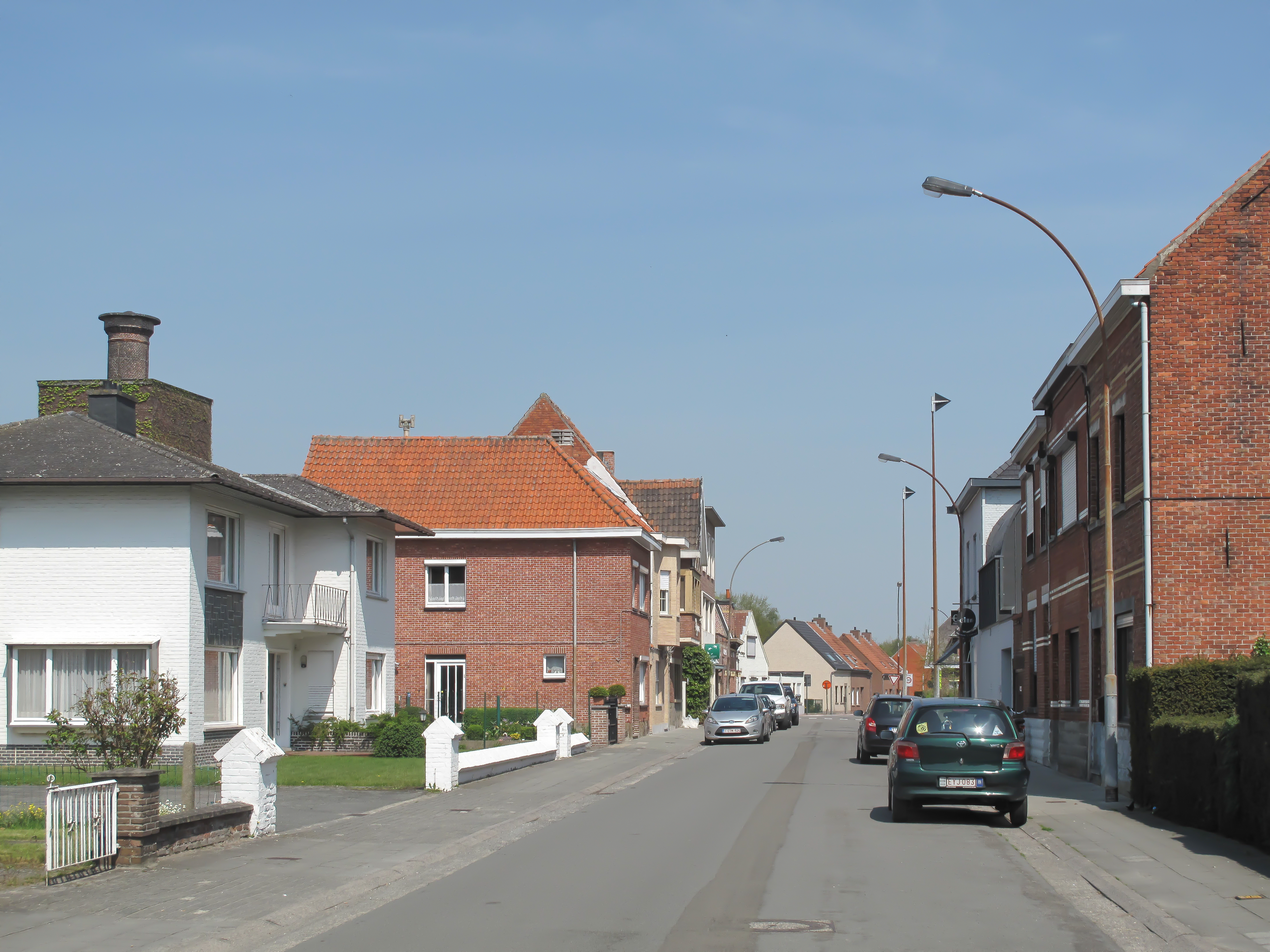
Moerbeke, vue de rue.
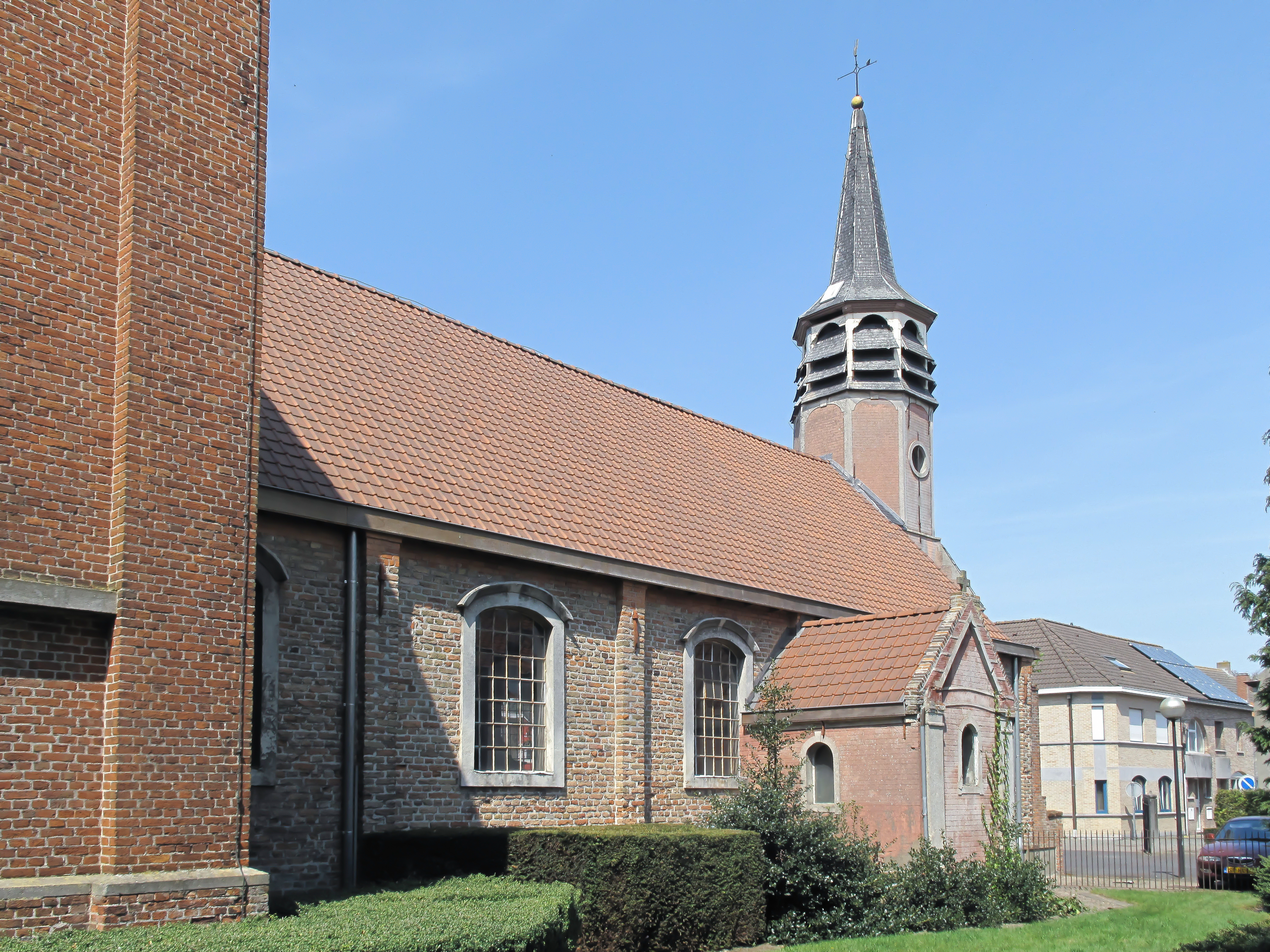
Koewacht-Moerbeke, église Sint Filippus et Sint Jacobus
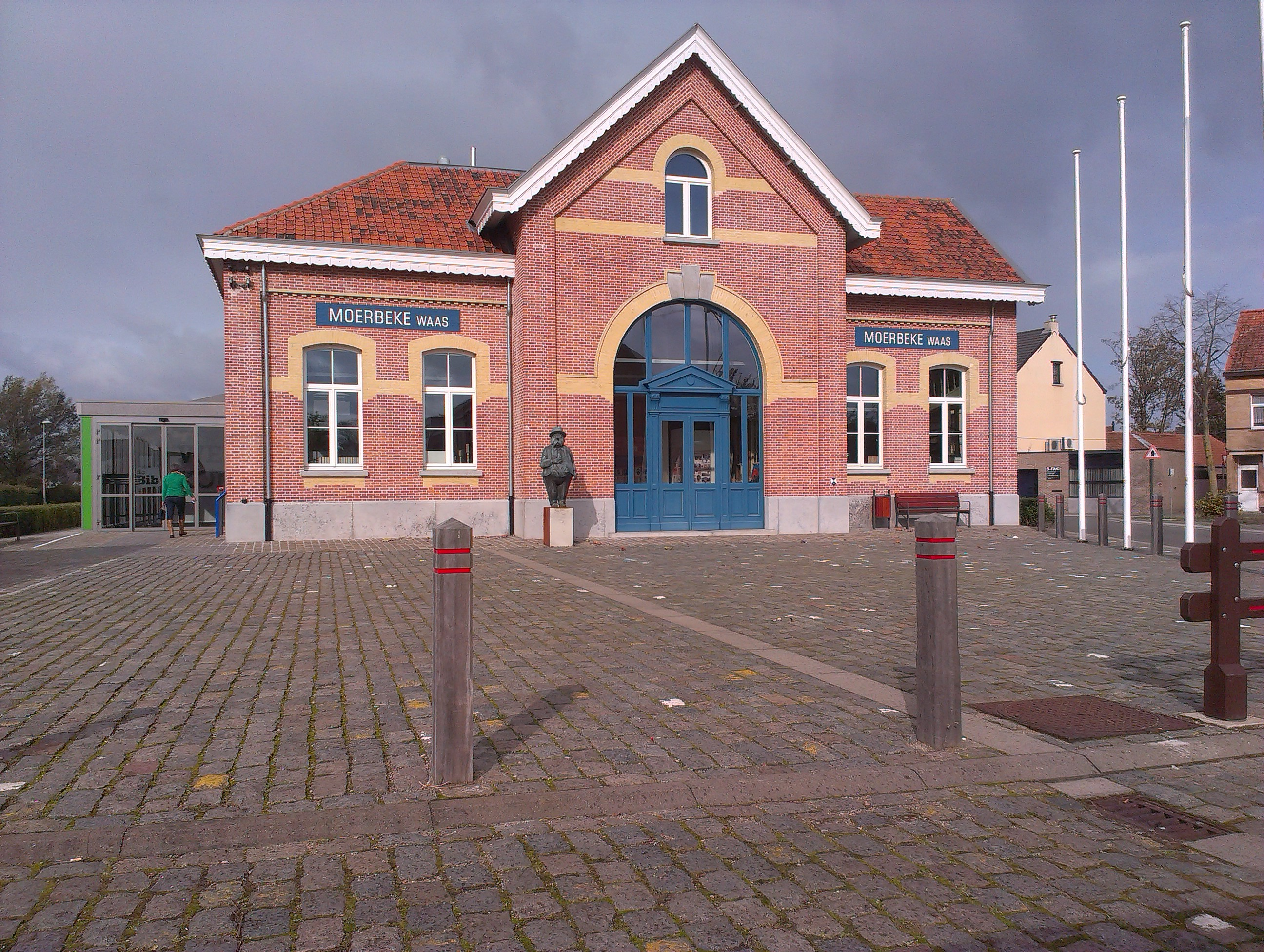
Ancienne gare, restaurée, de Moerbeke.

## Personnes célèbres natives de Moerbeke
- Anton van Wilderode (Cyriel Paul Coupé) (1918-1998), prêtre, écrivain et poète